# Somaliames
Somaliames (Melaniparus thruppi) är en fågel i familjen mesar inom ordningen tättingar.

## Utseende och läten
En relativt liten mes, 11-12 centimeter, endemisk för nordöstra Afrika. Den skiljer sig från andra afrikanska mesar med sin vita kind omgiven av svart från hals till nacke, likt talgoxen. I övrigt är somaliamesen gråbrun med smalt svart streck på buken. Näbben är relativt lång och kraftig. Den är också tystlåten för att vara en mes.

## Utbredning och systematik
Somaliames är endemisk för nordöstra Afrika, där den förekommer i akacieskogar och snår i arida och semiarida områden. Den delas in i två underarter:
- M. t. thruppi – förekommer i torra akacia-skogar i Etiopien och Somalia
- M. t. barakae – torra akacia-skogar från sydvästra Somalia till Kenya, Uganda och nordöstra Tanzania

### Släktestillhörighet
De afrikanska mesarna i Melaniparus inkluderades tidigare i Parus. Trots att de är relativt nära släkt med Parus-typarten talgoxe urskiljs de numera i ett eget släkte efter DNA-studier.

## Ekologi
Fågeln förekommer huvudsakligen i torrt Acacia-landskap, förbuskade gräsmarker och Commiphora-snår, men även i träd utmed vattendrag. Kunskapen om både beteende, föda och häckning är begränsad. Den tros inta bland annat små ryggradslösa djur, framför allt getingar, skalbaggar och insektslarver. Den ses i par eller i förmodade familjegrupper och verkar födosöka i trädens övre delar. Få bon har hittats, men häckning verkar ske mellan februari och juni i ett bo placerat mellan 2,5 och sju meter ovanför mark i ett hål i ett dött träd.

## Status och hot
Arten har ett stort utbredningsområde och en stor population med stabil utveckling. Utifrån dessa kriterier kategoriserar internationella naturvårdsunionen IUCN arten som livskraftig (LC). Den beskrivs som ovanlig i större delen av sitt utbredningsområde, även om den lokalt kan vara vanlig.

## Namn
Fågelns vetenskapliga artnamn hedrar James Godfrey Thrupp (1848-1913), brittisk kirurg verksam i Natal 1878-1879 men också upptäcktsresande i Somaliland 1884-1885.